# Rekin z Bora Bora
Rekin z Bora Bora (ang. Beyond the Reef) – amerykański film przygodowy z 1981 roku w reżyserii Franka C. Clarka. Ekranizacja powieści Clementa Richera Tikayo And His Shark.

## Obsada
- Dayton Ka'ne - Tikayo
- Maren Jensen - Diana
- Kathleen Swan	- Milly
- Keahi Farden - Jeff
- Oliverio Maciel Diaz - Manidu
- George Tapare - Hawajczyk
- David Nakuna - Mischima
- Robert Atamu - Maku
- Bob Spiegel - Turpin
- Titaua Castel	- Diana jako dziecko
- Andre Garnier	- Jeff jako dziecko
- Joseph Ka'ne - Tikoyo jako dziecko
- Teriitehu Star - Dziadek
- Maui Temaui - Chłopak Milly

## Fabuła
Dzieciństwo Diany na tropikalnej wyspie wypełniają malownicze zachody słońca, egzotyczne tańce, nurkowanie w poszukiwaniu skarbów rafy koralowej oraz przyjaźń z chłopcem o imieniu Tikoyo, któremu zawdzięcza życie. Kresem sielanki staje się wyjazd do szkoły w Stanach Zjednoczonych. Powrót już dorosłej Diany do krainy dzieciństwa jest spotkaniem z przeszłością i konfrontacją z rekinami: tymi z morskich głębin i tymi, które żerują na lądzie.